# ميكاكو إشينو
ميكاكو إشينو مواليد 11 نوفمبر 1988، هي لاعبة كرة يد يابانية تلعب كظهير أيمن. مثلت منتخب اليابان لكرة اليد للسيدات.

## سجل المنافسة
شاركت في البطولات التالية:
- بطولة العالم لكرة اليد للسيدات 2015